# Xyletobius sulcatus
Xyletobius sulcatus là một loài bọ cánh cứng thuộc họ Ptinidae.